# Diamant-Picassodrückerfisch
Der Diamant-Picassodrückerfisch (Rhinecanthus rectangulus), auch Humudrückerfisch genannt, ist eine Art der Familie der Drückerfische (Balistidae). Er ist im Indopazifik, vom Roten Meer bis Hawaiʻi, und von Japan bis Südafrika weit verbreitet.

## Merkmale
Der Diamant-Picassodrückerfisch wird 30 Zentimeter lang. Er besitzt eine auffällige, kontrastreiche Färbung. Ein großer schwarzer Keil zieht sich von der Afterflosse zu den Augen und tarnt diese. Schwanz-, After- und Rückenflosse sind hellblau. Er kann wie alle Vertreter der Drückerfische den ersten Rückenstachel durch den zweiten Stachel in einer aufrechten Position fixieren.
- Flossenformel: Dorsale III/22–25, Anale 0/20–22.

## Lebensweise
Der Diamant-Picassodrückerfisch lebt überwiegend als Einzelgänger auf Riffterrassen und in den seichten Zonen der Außenriffe. Er frisst Algen, Foraminiferen, Weichtiere, Krebstiere, Würmer, Stachelhäuter, Fische und deren Laich.

## Hawaiischer Staatsfisch
Der Fisch, der auf hawaiisch Humuhumunukunukuāpuaʻa heißt (übersetzt etwa: Drückerfisch mit einem Maul wie ein Schwein), ist Staatsfisch des US-Bundesstaates Hawaiʻi.
Dem Fisch war bereits 1985 diese Rolle gewidmet worden, diese Verordnung lief aber 1990, nach fünf Jahren, automatisch aus. Am 17. April 2006 stimmte der Senat der Vorlage der Verordnung HB1982 zu, die dauerhaft den Fisch als Staatsfisch etabliert. Die Verordnung erlangte am 2. Mai 2006 Gesetzeskraft.